# Hot Country Songs
Hot Country Songs là một bảng xếp hạng được phát hành hàng tuần bởi tạp chí âm nhạc Billboard ở Hoa Kỳ. Bảng xếp hạng này liệt kê danh sách 60 bài hát thể loại nhạc đồng quê phổ biến nhất tại Hoa Kỳ, dựa trên tần suất phát thanh và doanh số đĩa. Bảng xếp hạng không tính các ca khúc nhạc số (nhạc tải về), tuy nhiên, các bài hát được phát hành dưới dạng nhạc số khi có đủ lượt phát thanh vẫn được lọt vào bảng xếp hạng này.

## Lịch sử
Billboard bắt đầu biên soạn bảng xếp hạng các ca khúc nhạc đồng quê kể từ số phát hành ngày 8 tháng 1 năm 1944. Lúc đầu nó có tên là "Most Played Juke Box Folk Records." Số lượng bài hát trong bảng xếp hạng lúc này chưa được ấn định cụ thể.
Trong khoảng 10 năm, từ 1948-1958, Billboard đã sử dụng 3 bảng xếp hạng để đo mức độ phổ biến của các ca khúc nhạc đồng quê. Ngoài bảng xếp hạng jukebox như trên còn có:
- Bảng xếp hạng "Best Selling Retail Folk Records" (đo doanh số các đĩa bán chạy) – bắt đầu từ 15 tháng 5 năm 1948, số lượng bài hát từ 10 đến 20 vị trí, không được ấn định cụ thể trong mỗi tuần.
- Bảng xếp hạng "Country & Western Records Most Played By Folk Disk Jockeys" – bắt đầu từ 10 tháng 12 năm 1949. Có từ 8 đến 15 vị trí, không được ấn định cụ thể.

Tên của mỗi bảng xếp hạng được thay đổi qua nhiều giai đoạn. Bảng xếp hạng "jukebox" được đổi thành "Most Played C&W in Juke Boxes" vào năm 1956 và chấm dứt phát hành vào 17 tháng 6 năm 1957. Hai bảng xếp hạng còn lại vẫn tiếp tục được phát hành cho đến 13 tháng 10 năm 1958.
Bắt đầu từ số ra ngày 20 tháng 10 năm 1958, Billboard kết hợp doanh số đĩa và tần suất phát thanh vào tiêu chí đo độ phổ biến của một bài hát và thành lập một bảng xếp hạng mới có tên "Hot C&W Sides". Số lượng vị trí của bảng xếp hạng đã được ấn định là 30 vị trí mỗi tuần. Tên bảng xếp hạng và số vị trí cũng đã được thay đổi vài lần sau đó: tên bảng xếp hạng được đổi thành "Hot Country Singles" ngày 3 tháng 11 năm 1962; số vị trí tăng lên 50 vào ngày 11 tháng 1 năm 1964, 75 từ ngày 15 tháng 10 năm 1966 và 100 từ 14 tháng 7 năm 1973.
Ngày 20 tháng 1 năm 1990, bảng xếp hạng Hot Country Singles đã giảm số vị trí của mình xuống 75 và bắt đầu được biên soạn hoàn toàn bởi Nielsen Broadcast Data Systems, một hệ thống điện tử dành riêng cho việc đếm lượt phát thanh của các bài hát. 4 tuần sau đó, bảng xếp hạng đổi thành "Hot Country Singles & Tracks". Từ số ra ngày 13 tháng 1 năm 2001 đến nay, bảng xếp hạng chỉ còn 60 vị trí và từ ngày 30 tháng 4 năm 2005, bảng xếp hạng đổi tên thành "Hot Country Songs".